# Star Trek III: În căutarea lui Spock
Star Trek III: În căutarea lui Spock (Star Trek III: The Search for Spock)  este un film științifico-fantastic din 1984 realizat de Paramount Pictures. Este al treilea film din seria de filme artistice Star Trek și primul film regizat de Leonard Nimoy (debut regizoral), care interpretază și rolul vulcanianului Spock.
Filmul continuă un arc narativ din Star Trek II: Furia lui Khan când capsula-sicriu a lui Spock ajunge pe Genesis, o planetă recent creată cu un dispozitiv omonim de terraformare. Povestea filmului este finalizată în Star Trek IV: Călătoria acasă.

## Povestea
Nava Federației, Enterprise, se întoarce pe Pământ după bătălia cu supraomul Khan Noonien Singh, care a încercat să distrugă Enterprise prin detonarea unui dispozitiv experimental de terraformare cunoscut sub numele de Genesis. Printre victimele luptei se numără prietenul vulcanian al amiralului James T. Kirk, Spock, a cărui capsulă-sicriu a fost lansată în spațiu și a ajuns în cele din urmă pe planeta creată de dispozitivul Genesis. La sosirea în docul spațial de lângă Pământ, Doctorul Leonard McCoy începe să se poarte ciudat și este reținut. Comandantul Flotei Stelare, amiralul Morrow vizitează Enterprise și informează echipajul că nava urmează să fie scoasă din funcțiune; echipajul este instruit să nu vorbească despre Genesis din cauza efectelor politice ale dispozitivului.
David Marcus (Merritt Butrick) - fiul lui Kirk, om de știință cheie în dezvoltarea Genesis - și locotenentul Saavik (Robin Curtis) investighează planeta Genesis la bordul navei științifice Grissom. Descoperind o formă de viață neașteptată la suprafață, Marcus și Saavik se duc la suprfața planetei. Ei descoperă că dispozitivul Genesis l-a înviat pe Spock sub forma unui copil, dar mintea sa nu este prezentă. Marcus admite că a folosit o "proto-materie" instabilă în dezvoltarea dispozitivului Genesis, care face ca Spock să îmbătrânească rapid și planeta să fie distrusă în câteva ore. Între timp, Kruge (Christopher Lloyd), comandantul unei nave klingoniene, interceptează informații despre Genesis. Crezând că dispozitivul ar putea fi util ca armă, el își duce nava invizibilă pe planeta Genesis, distruge Grissom și căută supraviețuitori pe planetă.
Tatăl lui Spock, Sarek (Mark Lenard), se confruntă cu Kirk în legătură cu moartea fiului său. Ei află că, înainte de a muri, Spock și-a transferat Katra, sau spiritul viu, în mintea lui McCoy. Spiritul și corpul lui Spock sunt necesare pentru ca acesta să se odihnească pe planeta sa de origine, Vulcan. Fără ajutor, McCoy va muri dacă va purta mult timp katra în mintea sa. Încălcând ordinele, Kirk și ofițerii săi îl eliberează pe McCoy din detenție, dezactivează USS Excelsior și fură Enterprise din docul spațial pentru a merge pe planeta Genesis ca să recupereze corpul lui Spock.
Pe Genesis, klingonienii îi prind pe Marcus, Saavik și Spock și înainte ca Kruge să-i poată interoga, apare Enterprise în sistem.  Kruge se întoarce imediat la bordul Păsării de Pradă.
Pe orbită, Enterprise se luptă cu nava lui Kruge, inițial o scot din luptă, dar klingonienii revin în luptă și dezactivează Enterprise. În această situație, Kruge ordonă ca unul dintre ostaticii de la suprafață să fie executat. Marcus este ucis apărându-i pe Saavik și pe Spock. Kirk și echipajul său se prefac că se predau și activează secvența de auto-distrugere a Enterprise, omorând echipa de urgență klingoniană teleportată la bord, în timp ce echipajul Enterprise a ajuns la suprafața planetei. Promițând că-i va spune secretul Genesis, Kirk îl atrage pe Kruge pe planetă și îl face să trimită echipajul său către nava klingoniană. Pe măsură ce planeta Genesis se dezintegrează, Kirk și Kruge se luptă pe viață și pe moarte; Kirk ieșe victorios după ce l-a aruncat pe Kruge de pe o stâncă în lavă. Kirk și ofițerii săi preiau controlul navei klingoniene și se îndreaptă spre Vulcan.
Pe Vulcan, katra lui Spock este reunită cu corpul său într-o procedură periculoasă numită fal-tor-pan. Ceremonia este terminată cu succes și Spock își revine cu bine, deși toate amintirile sale sunt încă fragmentate. La intervenția lui Kirk, Spock își amintește că îi spune  "Jim" lui Kirk și recunoaște echipajul. Prietenii lui se adună cu bucurie în jurul său.

## Distribuție
- William Shatner - amiral James Tiberius Kirk
- Leonard Nimoy - căpitanul Spock
- DeForest Kelley - medicul Leonard McCoy
- James Doohan - Montgomery Scott
- Walter Koenig - Pavel Chekov
- George Takei - Hikaru Sulu
- Nichelle Nichols - Nyota Uhura
- Christopher Lloyd - comandor Kruge
- Robin Curtis - locotenent Saavik
- Merritt Butrick - medicul David Marcus
- Judith Anderson - marea preoteasă  T'Lar
- Mark Lenard - Sarek
- Miguel Ferrer - ofițer pe nava USS Excelsior (NCC-2000)